# Albert Monard
Pour les articles homonymes, voir Monard.
Albert Monard, né le 2 septembre 1886 aux Ponts-de-Martel et mort le 27 septembre 1952 à La Chaux-de-Fonds, est un naturaliste et explorateur suisse.

## Biographie
Docteur en sciences, Albert Monard fut professeur au Gymnase de La Chaux-de-Fonds (aujourd’hui Lycée Blaise-Cendrars). Il a voué sa vie à la recherche scientifique, publiant des travaux sur la faune profonde du lac de Neuchâtel, décrivant de nombreuses espèces nouvelles de crustacés copépodes et posant les bases d’une classification nouvelle de ce groupe.
Il fut conservateur du Musée d'histoire naturelle de La Chaux-de-Fonds de 1921 à 1954.
Sa passion pour les expéditions scientifiques le conduisit à quatre reprises en Afrique, d’où il rapporta des collections importantes, déposées pour la plupart au Musée d'histoire naturelle de La Chaux-de-Fonds, mais aussi dans d’autres lieux, comme les musées de Fleurier, de Neuchâtel, de Bienne, du Locle, de Saint-Imier et de Soleure.
En 1919, il rédigea à compte d'auteur un outil facile et pratique pour étudier la flore, "Le Petit botaniste romand", qui continue d’être utilisé dans les écoles de Suisse romande.
À sa mort, Albert Monard laissa un héritage scientifique considérable, consistant en plus de soixante publications.

## Expéditions scientifiques
- 1928 Angola
- 1932 Angola
- 1935 Tunisie
- 1936 Algérie
- 1937 Guinée-Bissau (à l’époque Guinée portugaise)
- 1946-1947 Cameroun

## Œuvres
- Contribution à la mammologie d’Angola et prodrome d’une faune d’Angola, Lisbonne, 1935
- La faune profonde du lac de Neuchâtel, Neuchâtel, 1919
- Le loup de Pouillerel, La Chaux-de-Fonds, 1945
- Le Petit botaniste romand, La Chaux-de-Fonds, 1919
- Voyage de la mission scientifique suisse en Angola, Neuchâtel, 1930
- Résultats de la Mission zoologique suisse au Cameroun, Douala, 1951